# Tyrone Loran
Tyrone Gabriel Loran (* 29. Juni 1981 in Amsterdam, Niederlande) ist ein ehemaliger niederländischer Fußballspieler.

## Vereinskarriere
Tyrone Loran spielte von 2000 bis 2002 beim niederländischen Zweitligisten FC Volendam. In beiden Jahren scheiterte er mit seinem Verein in den Aufstiegs-Playoffs zur ersten Liga. Zur Saison 2002/03 wechselte er nach England zu Manchester City, kam dort jedoch nicht zum Einsatz. Noch in der Winterpause wurde der gebürtige Niederländer deshalb an den Drittligisten Tranmere Rovers verliehen. Nach der Saison verpflichtete ihn der Verein endgültig. In der Saison 2004/05 kam Loran auch bei den Rovers kaum noch zu Einsätzen und wurde im Dezember 2004 an den Ligakonkurrenten Port Vale verliehen. Nach 6 Spielen verließ er den Verein wieder und wechselte im Januar 2005 zurück in seine Heimat zum Erstligisten RBC Roosendaal. 2006 stieg sein Verein mit nur 9 Punkten aus 34 Spielen in die zweite niederländische Liga ab. Nach dem verpassten Wiederaufstieg in der Folgesaison wechselte Loran zum Erstligisten NAC Breda, bei dem er zweieinhalb Jahre spielte. In der Winterpause 2010/11 wechselte er zum Ligakonkurrenten De Graafschap.

## Nationalmannschaft
Tyrone Loran spielte in der Jugend zunächst noch für die niederländische U-21-Nationalmannschaft. Im Jahr 2008 entschied er sich, für die Fußballnationalmannschaft der Niederländischen Antillen aufzulaufen.